# Strobilanthes hypomalla
Strobilanthes hypomalla är en akantusväxtart som beskrevs av Raymond Benoist. Strobilanthes hypomalla ingår i släktet Strobilanthes och familjen akantusväxter. Inga underarter finns listade i Catalogue of Life.